# Bedřich Frey starší
Bedřich Frey starší (také uváděn jako Friedrich Frey, 18. března 1800 Praha – 19. října 1879 Vysočany) byl český chemik, farmaceut, statkář a podnikatel, významný občan a někdejší starosta Vysočan (později součást Prahy). Založil zde první průmyslový podnik v obci, parní cukrovar, a byl průkopníkem oboru cukrovarnictví v zemích Koruny české.

## Život

### Mládí
Narodil se do početné rodiny lékárníka Vincence Valentina Freye a jeho manželky Terezie. Vincenc Frey původně pocházel ze Znojma na jižní Moravě, rodina má své kořeny patrně v Rakousku. V Praze na Staroměstském náměstí Vincenc Frey vlastnil a provozoval lékárnu U bílého jednorožce v domě U Kamenného beránka, kde se Bedřich Frey zaučoval a nabyl zde chemických znalostí. V letech 1826–1830 pobýval ve Francii, kde se seznámil s principem výroby cukru z cukrové řepy, Frey se nadále rozhodl založit své podnikání právě na výrobě cukru.

### Parní cukrovar

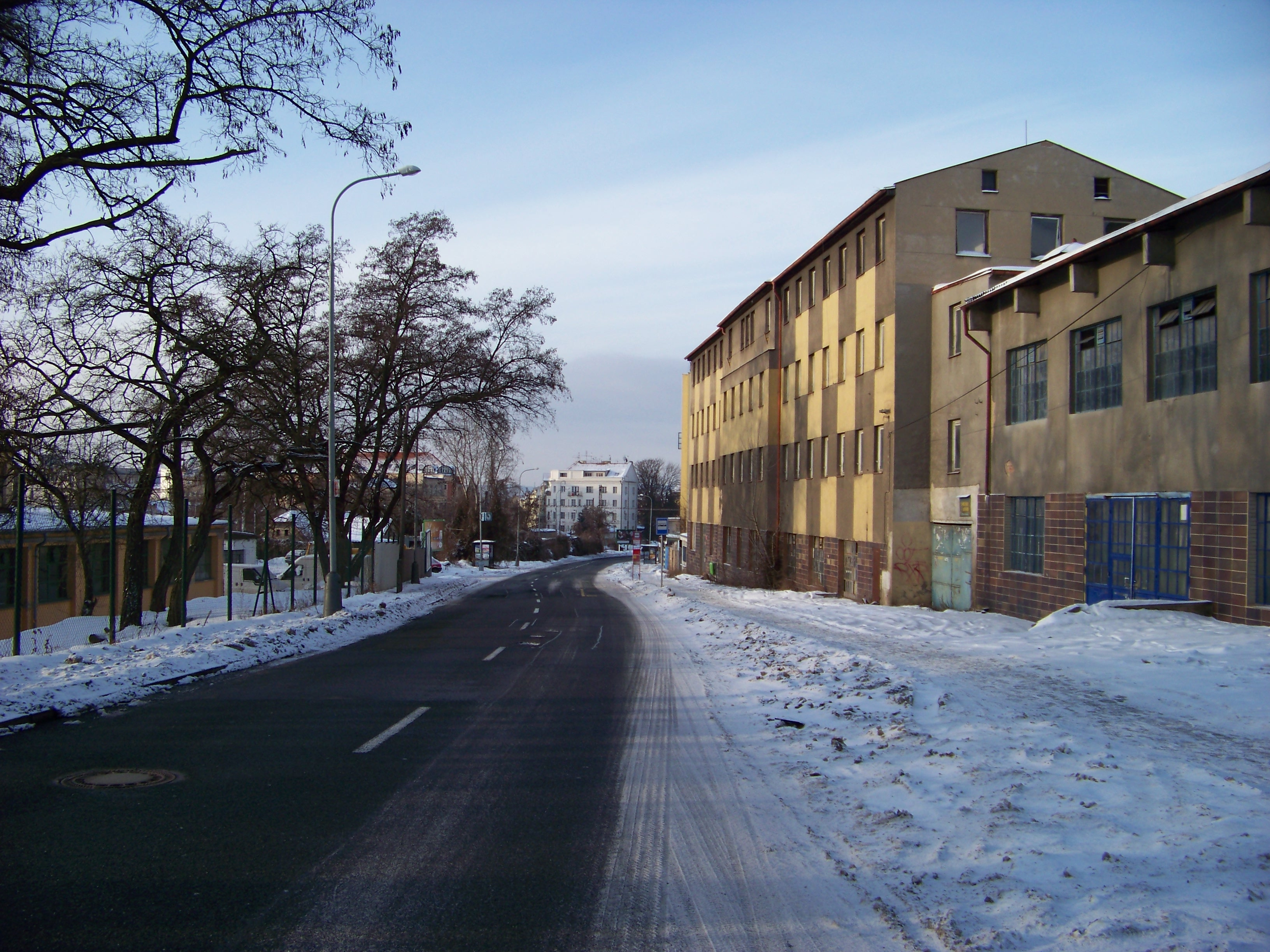
Někdejší areál vysočanského cukrovaru, ulice Ke Klíčovu

Roku 1832 zřídil Bedřich Frey ve Vysočanech první primitivní výrobnu cukru. Roku 1835 pak otevřel svůj nový parní cukrovar v empírovém slohu, první průmyslovou výrobnu v obci (později ulice Ke Klíčovu 56/5). Ve stejném roce se Freyovým narodil syn Bedřich mladší. Zabýval se výrobními strojními mechanismy, chemickými i zemědělskými postupy. K zajištění dostatku surovin pro cukrovar měl Frey v pronájmu a později zakoupil usedlost Apolinářský dvůr s přilehlými polnostmi. Jako jeden z prvních zavedl v provozu svého cukrovaru hydraulické lisy, zpracovával také tzv. břečku, odpadní materiál, který vznikal při výrobě v menších cukrovarech a ty ji nedokázaly dále zpracovat. Roku 1850 vzniká v cukrovaru speciální provoz na rafinování cukru.

### Starosta Vysočan
Po jistou dobu také vykonával funkci starosty Vysočan. Byl mecenášem obce, podporoval nemajetné, zasloužil se o výstavbu vysočanské školy.
Od 60. let přebírá vedoucí pozici v továrně syn Bedřich Frey mladší, který pokračuje a rozvíjí otcův podnik. Frey mladší začal ve zdokonalování výroby spolupracovat s plzeňským průmyslníkem Hugo Jelínkem, rovněž byl starostou Vysočan a také první, kdo v Praze a okolí vlastnil telefonní linku, mezi svým bytem a cukrovarem. Roku 1888 pak vydobyl pro rodinu Freyovu znovunavrácení navrácení dědičného šlechtického titulu rytíř Frey von Freyenfels. Manželka adoptivního syna Bedřicha Freye mladšího, Bedřicha Eduarda Freye-Strohmeyera Jindřiška (Henrietta), rozená Kittlová, byla sestrou Emmy Destinnové.

### Úmrtí
Bedřich Frey starší zemřel ve Vysočanech 19. října 1879 ve věku 79 let a byl pohřben v rodinné hrobce na Proseckém hřbitově. Vysočany se ve druhé polovině 19. století staly jednou z hlavních pražských průmyslových čtvrtí. Na počest podnikatelské rodiny Freyů je ve Vysočanech pojmenována široká městská třída, Freyova.